# Wenennofer

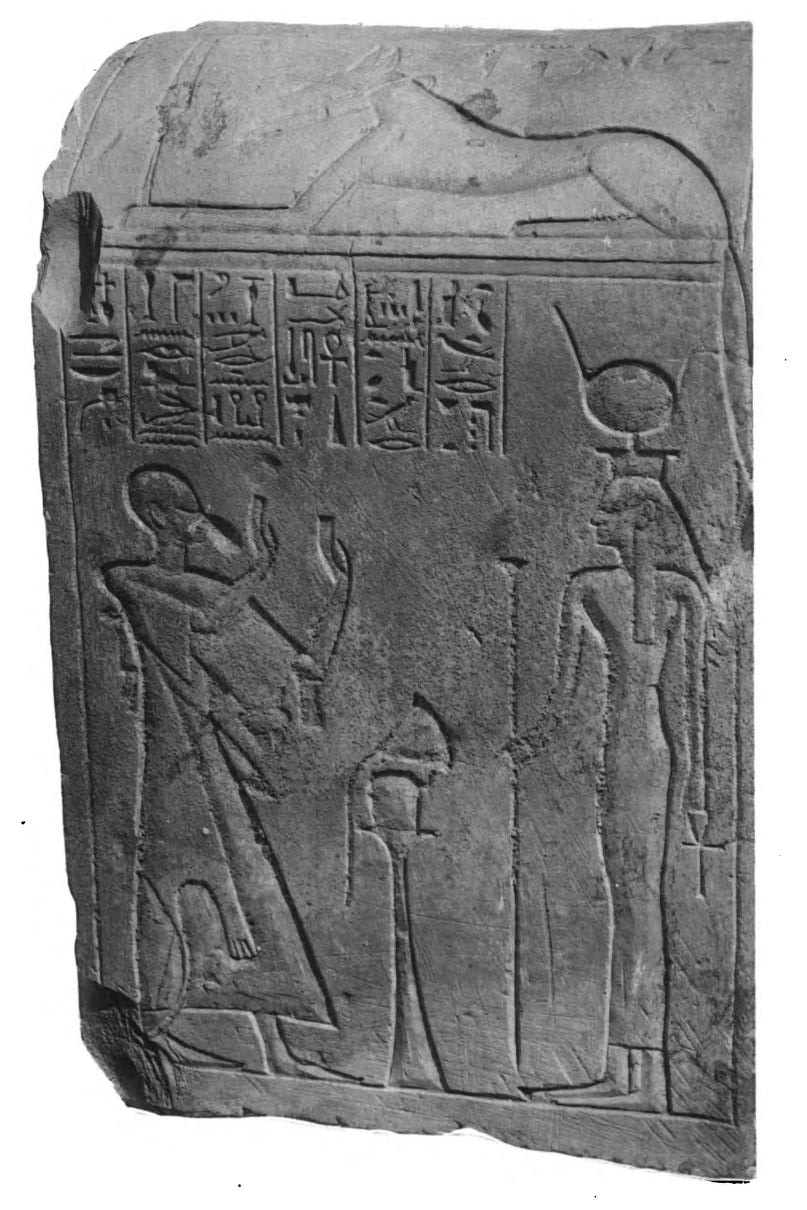
Wenennofer Íziszt imádja. Szentély Abüdoszból

Wenennofer ókori egyiptomi pap volt, Ozirisz főpapja Abüdoszban a XIX. dinasztia idején, II. Ramszesz uralkodása alatt.
Neve jelentése: „tökéletesként létező”, egyben Ozirisz egyik jelzője is, amely az isten halála utáni hatalmára utal. Wenennofer apja Meri, szintén Ozirisz főpapja, anyja Maianui, Ozirisz énekesnője. Meri apja, Hat is Ozirisz főpapja volt, anyját Juinak hívták; Meritré apja, To (vagy Tjai) szintén Ozirisz főpapja, anyja neve Buia. Wenennofer felesége Tiji, más néven Nofertari volt, Keninek, a magtár elöljárójának és feleségének, Wiainak a lánya. Wenennofernek és Tijinek két fia ismert, Hori és Juju, később mindketten Ozirisz főpapjai lettek.
Wenennofer apjától örökölte a főpapi pozíciót, ahogy az az újbirodalom idején szokás volt. Harmincöt évig ült a főpapi székben; előbb idősebb fia, Hori, majd fiatalabb fia, Juju követte.

## Ábrázolásai
Wenennofer és apja, Meri kettős szobra
A szobor a kairói Egyiptomi Múzeumban található (Cairo JdE 35257). Szöveg Wenennoferről kijelenti, hogy Meri és Maianui fia; Maianui Ozirisz főpapja, To és felesége, Buia lánya. Említik Wenennofer feleségét, Tijit is, aki Ozirisz háremének elöljárója, Keni, a magtárak felügyelőjének és feleségének, Wiainak a lánya. A szobor hátoldala még több információt nyújt a családról, Meriről megtudjuk, hogy Ozirisz főpapjának, Hatnak és feleségének, Juinak a fia. Maianui és Tiji szüleit is említik a feliratok.
A jeleneteken további családtagok azonosíthatóak, többet Wenennofer fiaként azonosítanak: Ramosze, istállómester; Juju, Ízisz papja; Sziésze, Ozirisz második prófétája; Hór, Hórusz papja; Meri, Ozirisz papja és felolvasópapja. Egy sorban Wenennofer lányait is ábrázolják, nevük: Seritré, Wiai, Iszetnofret, Mutnofret és Buia.
Családi emlékmű Abüdoszból
Ez az Abüdoszból származó mészkőszobor ma a kairói múzeumban található (JdE 35258). Oldalán Wenennofer két sakál közt látható. Két másik férfi is látható vele együtt, őket a szöveg a testvéreiként azonosítja; egyikük Paréhotep vezír, másikuk Nebamon vezír. Nebamonnal nem teljesen világos, hogy voltak egymás rokonai, mert tudni, hogy nem testvérek. Egy másik oldalon Wenennofer feleségével, Tijivel és anyjával, Maianuival látható egy bárka előtt. A harmadik oldalon Wenennofer fiával, Ozirisz második prófétájával, Sziészével látható, a negyediken apja, Meri látható két jelvénnyel a kezében. Meriről a feliratok közlik, hogy apja a nemesember, isteni atya, Ozirisz pecséthordozója, Hat, anyja Jui. II. Ramszesz neve is többször szerepel a szövegben.
Állószobor jelvényekkel és Hathor jelképével
Ez a szobor vagy építészeti elem Wenennofer abüdoszi halotti kápolnájából származik, ma az Athéni Múzeumban található (Inv 106). Wenennofer két jelvényt tart a kezében, az egyiken Hathor, Medzset úrnője és Ízisz, Medzset úrnője neve áll, a másikon Oziriszé és Anubiszé. Wenennofer emellett egy Hathor-jelképet is tart maga előtt. A szobor szövege további információval szolgál a családról, Wenennofer jobb karjánál „fivére”, Nebamon vezír szerepel, kinek szülei neve Ramosze szem-pap és Seritré, bal karjánál „fivére”, Paréhotep, aki To Ozirisz-főpap unokája és Maianui fia.
További ábrázolásai
- Állószobor jelvénnyel (Louvre A66)[13]
- Sztélé Abüdoszból (Cairo CGC 34505)[14]
- Homokkő sztélé (Louvre C97)[15]
- Homokkő sztélé felső része (Cairo JdE 32025)[16]
- Wenennofer és Tiji ábrázolása Abüdoszból (Peabody Museum 2657 - Yale 1937.213)[16]
- Bazaltszobrocska töredékei Abüdoszból[16]
- Gránit kockaszobor Abüdoszból (Bolton Museum 46.03.35)[17]
- Szobortöredékek II. Ramszesz nevével Abüdoszból[17]
- Szoboradományok datált szövege (Pennsylvania University Museum E9930)[18]
- Ébenfa berakás darabjai Abüdoszból[19]
- Sírkápolna maradványai Abüdoszból. A szöveg említi Wenennofert, szüleit és feleségét.[20]
- Sírmelléklet szobrocska az abüdoszi Umm el-Kaabból[21]
- Kockaszobor, magángyűjteményben[22]

## Fordítás
- Ez a szócikk részben vagy egészben  a   Wenennefer (High Priest of Osiris) című angol Wikipédia-szócikk ezen változatának fordításán alapul.  Az eredeti cikk szerkesztőit annak laptörténete sorolja fel. Ez a jelzés csupán a megfogalmazás eredetét és a szerzői jogokat jelzi, nem szolgál a cikkben szereplő információk forrásmegjelöléseként.